# Actinernus nobilis
Espèce
Actinernus nobilis est une espèce d'anémones de mer de la famille des Actinernidae.

## Systématique
Le nom valide complet (avec auteur) de ce taxon est Actinernus nobilis Verrill, 1879.
Actinernus nobilis a pour synonymes :
- Actinernus novilis
- Actinonernus nobilis

## Publication originale
- Verrill, A.E. (1879). Art. XLI. Notice of recent additions to the marine fauna of the eastern coast of North America, no. 5. American Journal of Science and Arts. ser. 3 v. 17: 472-474. lire